# Carlos Recinos
Carlos Humberto Recinos Ortiz (ur. 30 czerwca 1950 w San Salvadorze) – salwadorski piłkarz i trener, reprezentant kraju grający na pozycji obrońcy.

## Kariera klubowa
Jako piłkarz grał w takich klubach jak FAS Santa Ana i Atlante FC.

## Kariera reprezentacyjna
Karierę reprezentacyjną rozpoczął w 1972. Został powołany na MŚ 1982. Wystąpił w 3 spotkaniach, pamiętnym Węgry - Salwador 10:1, z Argentyną i Belgią. Po raz ostatni w reprezentacji zagrał w 1982, dla której wystąpił w 19 spotkaniach.

## Kariera trenerska
Jako trener pracował w takich klubach jak Malocas de Coatepeque, Once Municipal, Huracan of Atiquizaya i Once Lobos. Trenował w latach 2000–2002 reprezentację Salwadoru. Od 2009 do 2012 był trenerem Turin F.C. W 2012 trenował FAS Santa Ana.